# Saint-Germain-de-Grave
Saint-Germain-de-Grave è un comune francese di 147 abitanti situato nel dipartimento della Gironda nella regione della Nuova Aquitania.

## Società

### Evoluzione demografica
Abitanti censiti